# Richthofen (Velburg)
Richthofen ist ein Ortsteil der Stadt Velburg im Landkreis Neumarkt in der Oberpfalz in Bayern.

## Geographische Lage
Der Weiler liegt im Oberpfälzer Jura der Fränkischen Alb auf ca. 460 m über NHN und ist umgeben von Erhebungen bis zu 619 m ü. NHN.
Das Dorf wird über die Ortsverbindungsstraßen von der Kreisstraße NM 1 und dem früheren Gemeindesitz Prönsdorf erreicht.

## Ortsnamendeutung
Richthofen, historisch „Rewthoffen“ (1372) und „Niedern Rewtt“ (um 1400, 1500) bedeutet Hof, der durch Rodungsarbeit entstanden ist (riute, reut = Reutung, Ried).

## Geschichte
Richthofen dürfte unter den Karolingern durch fränkische Kolonisatoren entstanden sein. Der Ort gehörte zur bayerischen Herrschaft Helfenberg, die von den Ehrenfelsern 1372/73 an den Pfalzgrafen Rupprecht abgetreten wurde. 1622 hatte die Herrschaft Helfenberg in Richthofen 2 Höfe, 2 Güter und 1 „Häuslein“, das Benediktinerkloster Kastl 1 Gut. Gegen Ende des Alten Reiches, um 1800, bestand Richthofen aus 5 Anwesen, den Höfen Scharl, Egenhardt und Friz, dem gemeindlichen Hirtenhaus und einem kastlischen Klosterhof.
Im neuen Königreich Bayern (1806) wurden zunächst Steuerdistrikte aus jeweils mehreren Orten gebildet. Richthofen gehörte mit den Dörfern Prönsdorf und Albertshofen, dem Weiler Bernla und der Einöde (und Wallfahrt) Habsberg dem Steuerdistrikt Prönsdorf im Landgericht Parsberg (dem späteren Landkreis Parsberg) an. Mit dem zweiten Gemeindeedikt von 1818 wurde dieser Steuerdistrikt zur Ruralgemeinde Prönsdorf. Hierbei blieb es bis zur Gebietsreform in Bayern, als die Gemeinde am 1. Januar 1972 in die Stadt Velburg eingemeindet wurde. Seitdem ist Richthofen ein amtlich benannter Ortsteil von Velburg.
Die Kinder gingen spätestens seit dem 19. Jahrhundert 4,5 km in das Kirchdorf Umelsdorf zur Schule, um 1925 in die 1911 neu erbaute Prönsdorfer Schule.

### Einwohner- und Gebäudezahl
- 1863: 38 Einwohner, 6 Häuser,[8]
- 1867: 37 Einwohner, 14 Gebäude,[9]
- 1871: 36 Einwohner, 18 Gebäude, im Jahr 1873 ein Großviehbestand von 44 Stück Rindvieh,[10]
- 1900: 36 Einwohner, 6 Wohngebäude,[11]
- 1925: 39 Einwohner, 6 Wohngebäude,[12]
- 1950: 33 Einwohner, 6 Wohngebäude,[13]
- 1987: 29 Einwohner, 7 Wohngebäude, 8 Wohnungen.[14]

Heute sind für 14 Anwesen Hausnummern vergeben.

### Kirchliche Verhältnisse
Die Einöde gehört zur katholischen Pfarrei Utzenhofen im Bistum Regensburg.